# Oxyethira elerobi
Oxyethira elerobi är en nattsländeart som först beskrevs av Blickle 1961.  Oxyethira elerobi ingår i släktet Oxyethira och familjen smånattsländor. Inga underarter finns listade i Catalogue of Life.